# صفيلح عماني
صفيلح عماني أو الصفيلح هو اسم عماني لكائن رخوي كبير من جنس ( Haliotis) ويطلق عليه اسم (أذن البحر). يتكون من صدفة شكلها بيضاوي وسطحها خشن الملمس من الخارج يوجد بها صف من الثقوب في جانبها ليتنفس منها الصفيلح. الصفيلح يتميز بلحمه الأبيض اللذيذ ونسيجه الصلب المكتنز وله اسم خاص لدى الذواقة ويعرف ب(شريحة اللحم البحرية). ويستفاد من لحمه في الأكل، كما ويستفاد من صدفته الفضية ذات اللمعان الجميل في صناعة الحلي. ويعتبر الصفيلح من الرخويات البحرية، اللذيذة الطعم والغالية الثمن وسريعة النمو والتكاثر.

## قيمته
يعتبر الصفيلح العماني (Haliotis mariae) من أقيم الأطعمة البحرية وأغلاها سعرا حيث بلغ سعر الكيلو جرام الواحد من لحم الصفيلح العماني الطازج في عام 1991م حوالي 50 ريالا عمانيا، ونظرا لقيمته الغذائية وارتفاع سعره يعتبر طعام الأرباب والآلهة. فيما تبلغ قيمة الصفيلح المجفف من 100 إلى 200 ريالا عمانيا للكيلو جرام الواحد، وهو من الأطعمة الشهية والمترفة.

## تواجده
يتواجد الصفيلح العماني بكميات كبيرة في مياه سواحل ظفار الممتدة من مرباط إلى حاسك، وفي جزر الحلانيات، والسواحل المحيطة بشربثات، وشمالا حتى جزيرة مصيرة.

## الخطر الذي يهدده
بما أن الصفيلح العماني يعد من أجود الأكلات البحرية وأغلاها سعرا، إلا أن هناك مصدرين للخطر يهددان الصفيلح العماني:
- خطر الإفراط في صيده.[1]
- خطر تدمير البيئة التي يعيش فيها.[1]

فقد تهافت الصيادون على صيد هذا النوع من الرخويات البحرية لكسب المال الوفير من هذا الصنف الذي يجد إقبالا كبيرا من الدول الأخرى، والذي يباع بسعر مرتفع، ولم يراعي الصيادون أن الصيد الجائر للصفيلح قد يعرضه لخطر الانقراض خلال فترة من الزمن، ولم يلتزم الصيادون بقواعد الصيد لهذا الكائن الثمين، بل أصبح المئات من الغواصين يجمعونه من المياه الساحلية الضحلة، ويجمعون كل حبة من هذا المحصول النفيس، حتى صغار الصفيلح التي لم تكمل عامها الأول ولم تصل إلى مرحلة النضج لم تسلم من الصيد الجائر.
هناك اثر جانبي آخر نجم عن اصطياد الرخويات صغيرة الحجم، مثل تدمير بيئة الصفيلح التي يعيش ويتكاثر فيها، حيث أخذ الغواصين بقلب صخور القاع التي تختبئ تحتها الرخويات وتركها مقلوبة بعد ذلك دون إرجاعها إلى مكانها، والمعروف أن قعر هذه الصخور تكسوها مرجانيات وردية اللون تتخذ منها يرقات الصفيلح طعاما لها، وعند قلب هذه الصخور تموت هذه المرجانيات نتيجة تعرضها للضوء مما يعرض حياة الصفيلح للخطر والانقراض.

## قوانين صيد الصفيلح
من المواد التي يقرها قانون الصيد العماني ولائحته التنفيذية تحديد أنواع الثروات المائية التي يتم حظر الصيد فيها موسميا، كما يتم تحديد الحد الأدنى لحجم الأسماك والثروات المائية الحية المسموح بصيدها، مع التشديد على منع الصياديين من ممارسة الصيد في مواسم الإخصاب والتكاثر، ولها الاستعانة بشرطة عمان السلطانية وأي جهة حكومية أخرى إذا إستدعى الأمر ذلك، وتنص المادة (15) من اللائحة التنفيذية على ما يلي:
- يمنع منعا باتا صيد وجمع الصفيلح خلال فترة التكاثر والإخصاب في الفترة من 16 ديسمبر حتى 14 أكتوبر.
- يحظر صيد وجمع وبيع الصفيلح الذي يقل طول محارته عن 90 مليمترا، كما يحظر صيده في المياه الضحلة التي يقل عمقها عن 8 أمتار.
- يحظر حيازة الصفيلح والتعامل فيه خلال فترة الإخصاب والتكاثر ويشمل عمليات النقل والبيع والشراء والتصدير.
- على الأفراد والمؤسسات والشركات تسجيل الكميات التي بحوزتهم من الصفيلح في نهاية كل موسم صيد في دوائر الثروة السمكية في المناطق.[3]

## المحافظة عليه
من أجل المحافظة على هذه الثروة الوطنية:
- يجب أن تتكاتف الجهود لإيقاف هذا الصيد الجائر عن هذا المحصول النفيس والكنز الثمين.
- إعادة بناء مستمرة وثابتة لمجاميع الصفيلح الناضجة لمستويات عالية جدا.
- حظر الصيد سيكون هو أسرع السبل لبلوغ هذا الهدف.
- ضرورة تقيد الغواصين بالحد الأدنى لحجم الصفيلح المسموح بإصطياده.

من خلال إتباع هذه النقاط ستكون مياه عمان الساحلية غنية بالخيرات، وستتواجد بيئة غنية وآمنة لتكاثر هذه الكائنات الحية النفيسة والثمينة، وسوف يستمر عطاء هذه البحار والسواحل لعمان وأبناءها في الحاضر والمستقبل.

## زيادة الإنتاج
تحافظ وزارة الزراعة والثروة السمكية على هذه الثروة البحرية من خطر الانقراض وذلك بتحديد فترات معينة في السنة لصيد الصفيلح، وتجعل الفترة المتبقية من السنة عملية توالد وإخصاب وتكاثر لهذا الكائن البحري بالإضافة إلى حظر اصطياد الصفيلح الذي يقل قطر محارته عن (9) سم.
كما قامت الوزارة بإنشاء مشروع تجريبي بولاية مرباط للإستزراع التجاري بالتعاون مع اليابان عام 1996م بالإضافة إلى إمكانية تعزيز مخزون الصفيلح الطبيعي الذي بات مهددا بالانقراض نتيجة للصيد العشوائي والجائر.